# EWE Baskets Oldemburgo
El EWE Baskets Oldenburg también conocido anteriormente como Oldenburger TB es un equipo de baloncesto alemán con sede en la ciudad de Oldenburg, Baja Sajonia, que compite en la BBL y en la segunda competición europea, la Eurocup. Disputa sus partidos en el Large EWE Arena, con capacidad para 6.069 espectadores. El club es patrocinado por EWE AG, una compañía eléctrica.

## Historia
El equipo se formó en 1954 como una sección del club Oldenburger TB, perteneciendo al mismo hasta 2001, cuando se separó formando un nuevo club. Su primer éxito importante lo logró en 2008. Tras acabar en la quinta posición en la liga regular, llegó hasta las semifinales del campeonato, siendo derrotado por el ALBA Berlín, que a la postre sería el campeón.
Pero la culminación llegó al año siguiente, tras acabar en la tercera posición en la fase regular, consiguió su primera Bundesliga, derrotando en la final al Telekom Baskets Bonn en el quinto y definitivo encuentro.
En 2015 , ganaron la Copa de Alemania donde eran los anfitriones. En la semifinal , vencieron a Telekom Baskets Bonn 77-71 y en la final derrotaron con sufrimiento al todopoderoso Brose Baskets por 72-70.

## Registro por temporadas
| Temporada | División | Liga       | Posición | Playoffs         | Copa de Alemania | Competición Europea       |
| --------- | -------- | ---------- | -------- | ---------------- | ---------------- | ------------------------- |
| 2001–02   | 1        | Bundesliga | 12       | -                | Subcampeones     | –                         |
| 2002–03   | 1        | Bundesliga | 6        | Cuartos de final | –                | –                         |
| 2003–04   | 1        | Bundesliga | 5        | Cuartos de final | –                | –                         |
| 2004–05   | 1        | Bundesliga | 7        | Cuartos de final | –                | –                         |
| 2005–06   | 1        | Bundesliga | 8        | Cuartos de final | –                | –                         |
| 2006–07   | 1        | Bundesliga | 9        | –                | –                | –                         |
| 2007–08   | 1        | Bundesliga | 3        | Semifinal        | –                | –                         |
| 2008–09   | 1        | Bundesliga | 1        | Campeón          | –                | EuroChallenge Last 16     |
| 2009–10   | 1        | Bundesliga | 5        | Cuartos de final | Cuartos de final | Euroliga Fase de grupos   |
| 2010–11   | 1        | Bundesliga | 6        | Cuartos de final | Cuartos de final | Eurocup Primera Ronda     |
| 2011–12   | 1        | Bundesliga | 10       | –                | Cuartos de final | EuroChallenge Top 16      |
| 2012–13   | 1        | Bundesliga | 2        | Subcampeones     | Cuartos de final | EuroChallenge Terceros    |
| 2013–14   | 1        | Bundesliga | 4        | Semifinal        | Cuartos de final | Eurocup Liga Regular      |
| 2014–15   | 1        | Bundesliga | 7        | Cuartos de final | Campeón          | Eurocup Liga Regular      |
| 2015–16   | 1        | Bundesliga | 5        | Cuartos de final | Cuartos de final | Eurocup Octavos           |
| 2016–17   | 1        | Bundesliga | 2        | Subcampeones     |                  | Liga de Campeones Octavos |
| 2017–18   | 1        | Bundesliga | 7        |                  |                  | Liga de Campeones         |
| 2018–19   | 1        | Bundesliga | 3        | Semifinal        | Octavos de final |                           |
| 2019–20   | 1        | Bundesliga | 5        | Semifinal        | Subcampeones     | EuroCup T16               |

## Palmarés
- Campeonato de Alemania: 1

2009
- Copa Alemana: 1

2015
- Supercopa Alemana: 1

2009

## Jugadores destacados
| - Aron Baynes - Elvir Ovčina - Ruben Boumtje-Boumtje - Pavel Bečka - Andre Vade - Jannik Freese - Philipp Neumann - Heiko Schaffartzik - Daniel Strauch - Maurice Stuckey - Philip Zwiener - Andrea Crosariol - Kristaps Valters - Mindaugas Lukauskis - Felipe López (baloncestista) - Nemanja Aleksandrov - Luka Bogdanović - Milan Majstorovic - Bobby Brown (baloncestista) - Carl Brown |  | - Ronnie Burrell - Louis Campbell - Josh Carter - Bill Edwards - Je'Kel Foster - Jason Gardner - Anthony Grundy - Kenny Hasbrouck - Sebastián Herrera - Julius Jenkins - Dru Joyce - Chris Kramer - Tyron McCoy - Tywain McKee - Rickey Paulding - Desmond Penigar - Steven Smith - Jonathan Wallace - Sead Šehović - Dominik Bahiense De Mello - Robin Smeulders |  | - Konrad Wysocki - Terrel Castle - Doron Perkins - Chris McNaughton - D'or Fischer - Brian Bailey - Dan Grunfeld - Paul Burke - Davud Kamer |

## Números retirados
1. 6  Daniel Strauch (2003-2010)
2. 8  Pavel Bečka (1995-2004) (2006)
3. 14  Tyron McCoy (2001-2007)